# Красный Угол (деревня, Владимирская область)
Красный Угол — деревня в Киржачском районе Владимирской области России, входит в состав Филипповского сельского поселения. 

## География
Деревня расположена в 11 км на юг от центра поселения села Филипповское и в 21 км на юго-запад от Киржача. 

## История
После Великой Отечественной войны деревня входила в состав Зареченского сельсовета Киржачского района, с 2005 года — в составе Филипповского сельского поселения.

## Население
| 2002 | 2010 | 2021 |
| ---- | ---- | ---- |
| 17   | ↘8   | →8   |